# Realismus (umění)

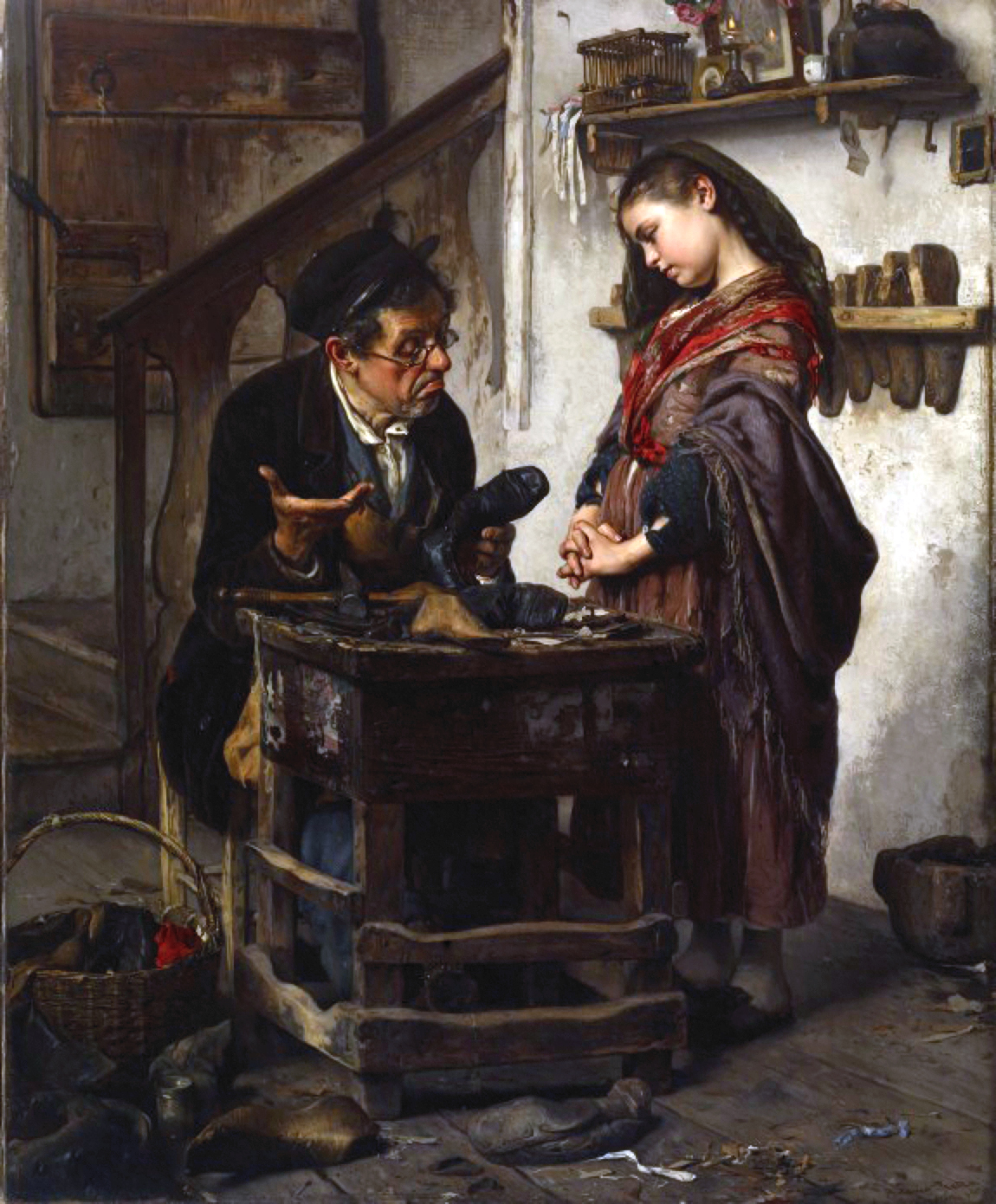
Antonio Rotta, The Hopeless Case, Walters Art Museum

Realismus jako obecný znak uměleckého díla je míra zobrazení "kriticky přezkoumatelné" reality dílem bez zaujmutí subjektivního hodnotícího stanoviska. "Kriticky přezkoumatelná" realita je především v jazyce formulovatelná, vědecky formalizovatelná, empiricky ověřená (nebo prakticky v blízké budoucnosti ověřitelná), všeobecně platná; někteří teoretici pojem chápou ještě silněji (například naivní materialisté realitu ztotožňují s fyzikálními procesy). Proto přesvědčení autora, že zobrazuje realitu, nezaručuje naplnění znaků realismu (například autor zobrazuje psychoanalytickou podmínění psýché (surrealismus), některá zásadní subjektivní zakoušení v existencialismu, mystické vhledy, poznání získatelné jen osvícením).
Pojem realismu je v některých případech k popisu díla v podstatě nepoužitelný pro bezesmyslnost (například u typografických a architektonických děl či instrumentální hudby). Ve většině oblastí umění (opera, divadelní kusy, výtvarné umění, próza) má však pojem realismu zásadní význam.

## Základní formy realismu

### Fotografický realismus
Fotografický realismus především usiluje o vyvolání principiálně, kvalitativně i kvantitativně stejné percepce při setkání s dílem a při setkání se světem. Tato forma realismu se netýká jen vizuální vnímání ale veškerého smyslového vnímání. V běžném laickém úzu je jako realismus chápána pouze tato forma; například počítačová hra, filmové triky jsou na základě pouhé grafické věrnosti označovány jako realistické.
V praxi v některých případech jsou nezobrazitelné jevy a okolnosti (například děj divadelní hry probíhající po tmě) nutně nahrazovány tradicí určenými symboly (zhasnutí svíčky v čínské opeře); neznalost těchto symbolů a jejich významu znemožňuje chápání díla.

### Konceptuální realismus
Konceptuální realismus, na rozdíl od fotografického realismu nezobrazuje skutečnost v první řadě percepčně věrně, ale soustředí se na ukázání vztahů, souvislostí atd. mezi zobrazenými předměty. (Populárně se říká, že autor nezobrazuje, co vidí, ale zobrazuje, to co ví.) Příklady koncepčního realismu jsou:
- rentgenová malba australských domorodců, zobrazující živá zvířata včetně anatomického uspořádání vnitřních orgánů,
- některé symboly a stilizace v gotickém umění (například společensky významné osoby jsou nepřirozeně disproporčně zvětšeny),
- dětská malba (viz vývojová psychologie).

## Použití realismu v umělecké praxi

### Důvody pro (ne)zobrazování reality
Důvody pro zobrazování reality mohou být například:
- Umělec má aspirace svou tvorbou publikum (nebo sebe) eticky zdokonalovat. Domnívá se, že ctnost je učitelná pomocí setkávání se s realistickým zobrazením skutečných společenských vztahů, různých způsobů jednání a jejich následků. Tento názor se vyskytuje od antické divadelní kritiky až například po socialistický realismus.
- Umělec realistickým zobrazením ukazuje, čeho se jeho výpověď týká. Očekává například, že tím zvýší působivost díla, zpřístupní dílo běžné veřejnosti.
- Umělec pracuje s postoji a emocemi k určitým předmětům a jevům, které však mohou v modelu díla mít neobvyklé vzájemné vztahy (časté v neabstraktním surrealismu a expresionismu), nebo nějakým komplikovanějším způsobem vytváří různé kontexty (například umělkyně Tereza Janečkova pracuje ve své stěžejní práci s kontextem sexuální vzrušení diváka).
- Umělec trénuje techniku, předpokládá zlepšení prodejnosti tvorby, snaží se naplnit dobová očekávání...

Důvody pro nezobrazování reality mohou být například:
- Umělec je svazován použitým pojetím námětu (například abstrakce, zachycení prchavého dojmu).
- Realistické zobrazení je považováno za hříšné (ikonoklasmus) nebo blasfemické (kritika Pasoliniho filmu Evangelium svatého Matouše).
- Umělec nevychází z žádného programu, ale spoléhá se výhradně na intuici (automatická malba).
- Umělecká činnost má nějaký neobvyklý význam (například v psychologii diagnostický nebo terapeutistický).

### Realismus v západním umění
V Západní tradici závaznost a výskyt realistických tendencí v umění vrcholí koncem devatenáctého století v souvislosti s nárůstem positivismu a materialismu. Obecně lze Západní kulturu považovat za spíše realistickou, za což ji někteří vlivní neevropští intelektuálové v tomto ohledu obdivují (například Tabátabá'í v dílech jako Základy realistické filosofie).